# Lista gatunków z rodzaju Guatteria
Lista gatunków z rodzaju Guatteria Ruiz & Pav. – lista gatunków rodzaju roślin należącego do rodziny flaszowcowatych (Annonaceae Juss.). Według The Plant List w obrębie tego rodzaju znajdują się co najmniej 254 gatunki o nazwach zweryfikowanych i zaakceptowanych, podczas gdy kolejnych 49 taksonów ma status gatunków niepewnych (niezweryfikowanych).
Lista gatunków
- Guatteria aberrans Erkens & Maas
- Guatteria acrantha Erkens & Maas
- Guatteria acutiflora Mart.
- Guatteria acutissima R.E.Fr.
- Guatteria aeruginosa Standl.
- Guatteria alata Maas & Setten
- Guatteria allenii R.E.Fr.
- Guatteria alta R.E.Fr.
- Guatteria alticola Scharf & Maas
- Guatteria alutacea Diels

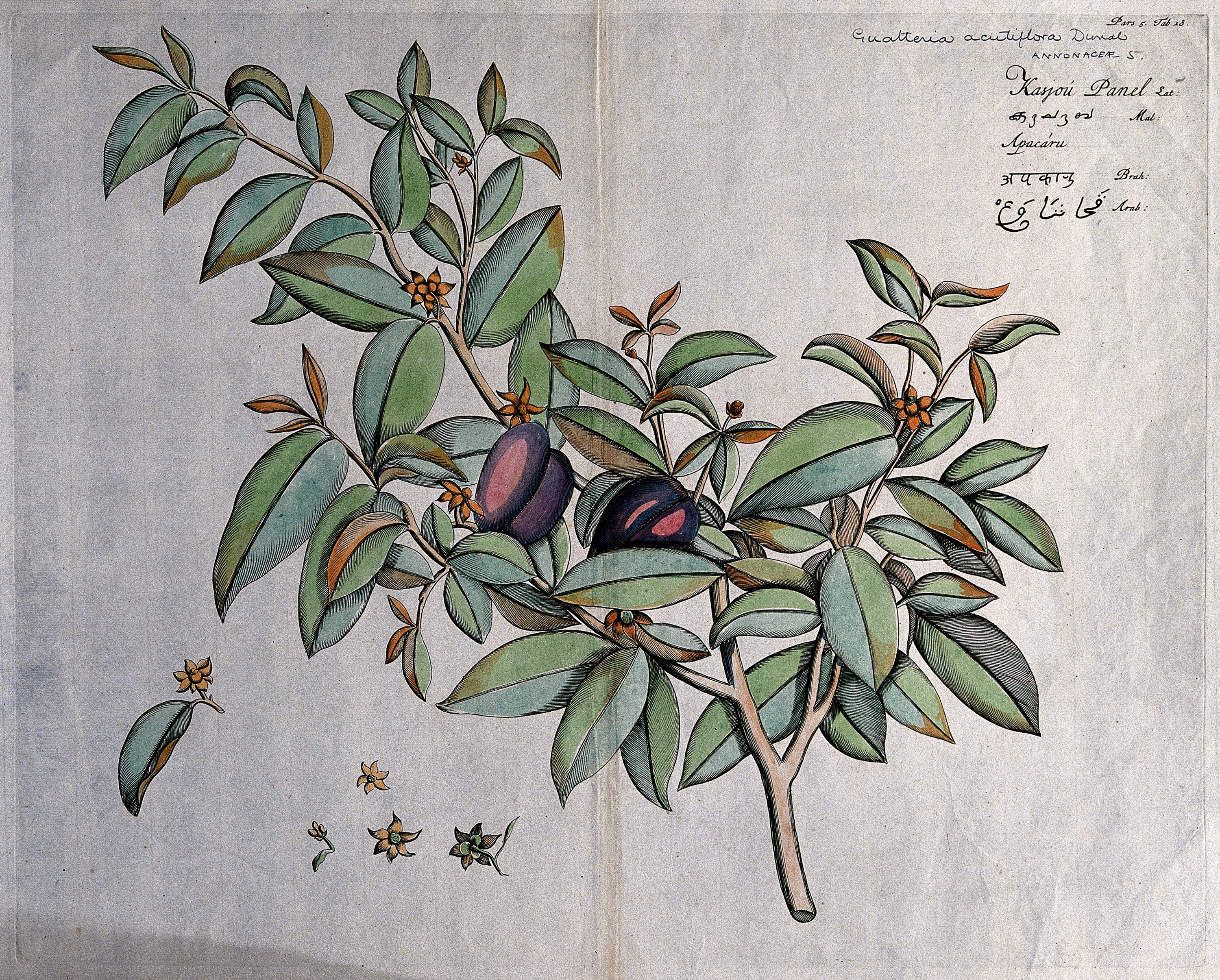
Guatteria acutiflora

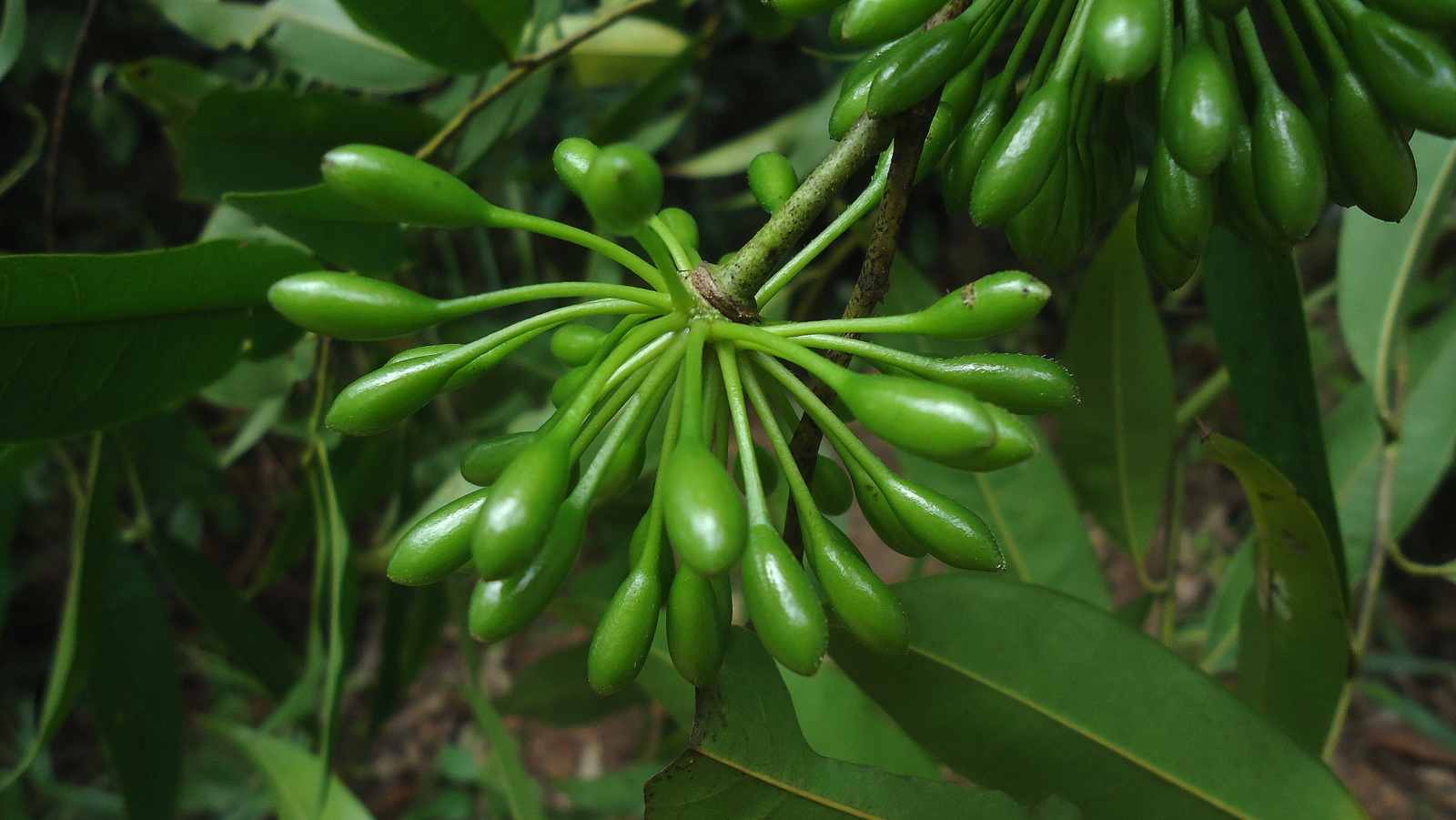
Guatteria australis

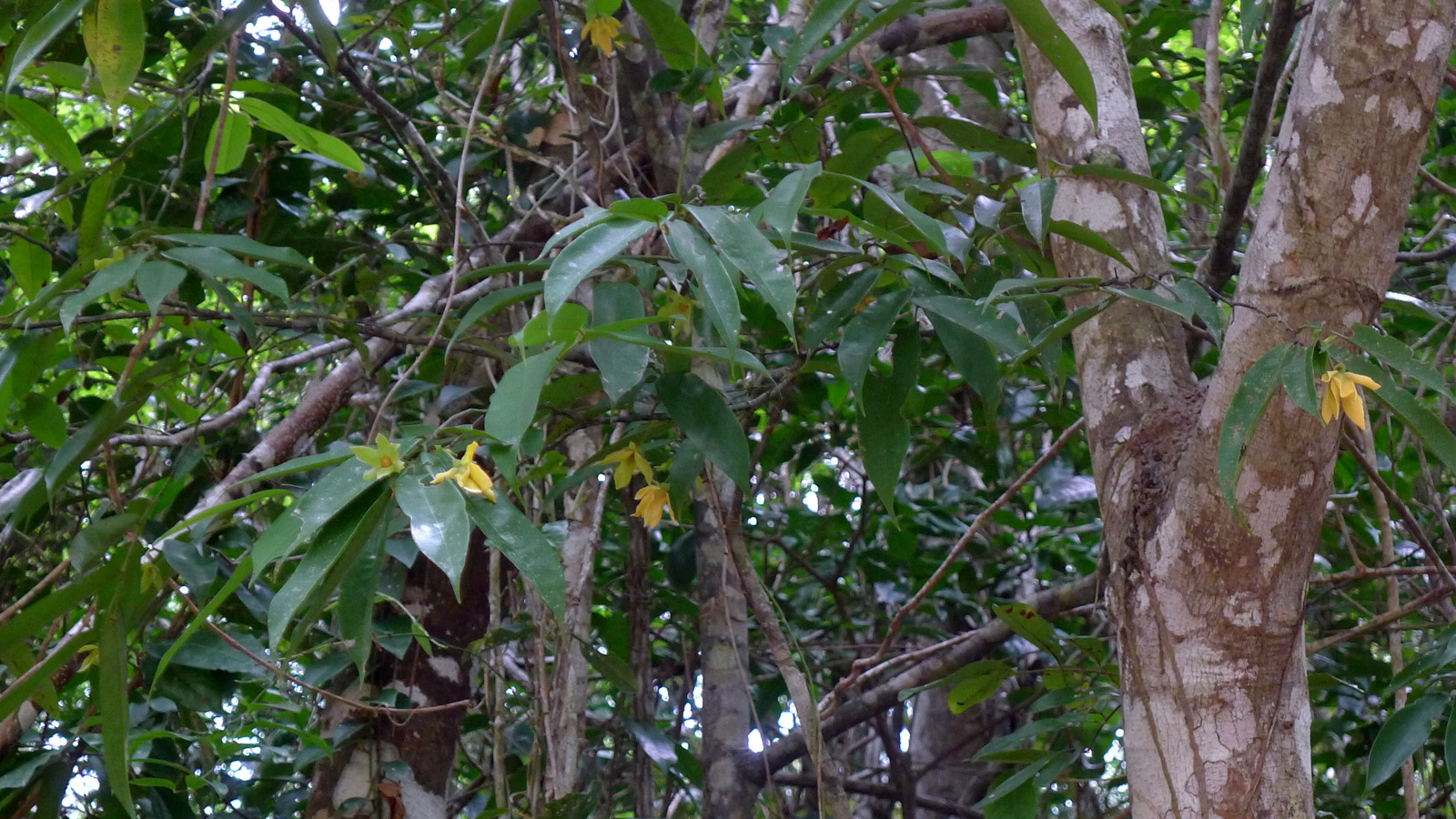
Guatteria macropus

- Guatteria amplifolia Triana & Planch.
- Guatteria anomala R.E.Fr.
- Guatteria anteridifera Scharf & Maas
- Guatteria anthracina Scharf & Maas
- Guatteria arenicola Maas & Erkens
- Guatteria argentea Erkens & Maas
- Guatteria asplundiana R.E.Fr.
- Guatteria atabapensis Aristeg. ex D.M.Johnson & N.A.Murray
- Guatteria atra Sandwith
- Guatteria augusti Diels
- Guatteria australis A.St.-Hil.
- Guatteria axilliflora (DC.) R.E.Fr.
- Guatteria ayangannae Scharf & Maas
- Guatteria blainii (Griseb.) Urb.
- Guatteria blepharophylla Mart.
- Guatteria boliviana H.J.P.Winkl.
- Guatteria brachypoda R.E.Fr.
- Guatteria brevipedicellata R.E.Fr.
- Guatteria brevipetiolata Maas & Westra
- Guatteria buchtienii R.E.Fr.
- Guatteria burchellii R.E.Fr.
- Guatteria calimensis R.E.Fr.
- Guatteria calliantha R.E.Fr.
- Guatteria campestris R.E.Fr.
- Guatteria campinensis (Morawetz & Maas) Erkens & Maas
- Guatteria candolleana Schltdl.
- Guatteria caniflora Mart.
- Guatteria cargadero Triana & Planch.
- Guatteria caribaea Urb.
- Guatteria cestrifolia Triana & Planch.
- Guatteria chasmantha R.E.Fr.
- Guatteria chiriquiensis R.E.Fr.
- Guatteria chlorantha Diels
- Guatteria chocoensis R.E.Fr.
- Guatteria choroniensis Tamayo
- Guatteria chrysophylla Maas & Setten
- Guatteria citriodora Ducke
- Guatteria clusiifolia D.M.Johnson & N.A.Murray
- Guatteria coeloneura Diels
- Guatteria collina R.E.Fr.
- Guatteria columbiana R.E.Fr.
- Guatteria confusa Maas & Westra
- Guatteria conspicua R.E.Fr.
- Guatteria coriacea R.E.Fr.
- Guatteria costaricensis R.E.Fr.
- Guatteria crassipes R.E.Fr.
- Guatteria cryandra Erkens & Maas
- Guatteria cuatrecasasii D.Sánchez
- Guatteria cubensis Bisse
- Guatteria curvipetala R.E.Fr.
- Guatteria decandra Ruiz & Pav. ex G.Don
- Guatteria decurrens R.E.Fr.
- Guatteria denudata R.E.Fr.
- Guatteria diospyroides Baill.
- Guatteria discolor R.E.Fr.
- Guatteria dolichophylla R.E.Fr.
- Guatteria dolichopoda Donn.Sm.
- Guatteria duckeana R.E.Fr.
- Guatteria dumetorum R.E.Fr.
- Guatteria duodecima Maas & Westra
- Guatteria dura R.E.Fr.
- Guatteria ecuadorensis R.E.Fr.
- Guatteria elata R.E.Fr.
- Guatteria elegans Scharf
- Guatteria elegantissima R.E.Fr.
- Guatteria elliptica R.E.Fr.
- Guatteria elongata Benth.
- Guatteria emarginata Lobão, Maas & Mello-Silva
- Guatteria eriopoda DC. ex Dunal
- Guatteria eugeniifolia A.DC. ex R.E.Fr.
- Guatteria excelsa Poepp. ex Mart.
- Guatteria eximia R.E.Fr.
- Guatteria ferruginea A.St.-Hil.
- Guatteria flabellata Erkens & Maas
- Guatteria flagelliflora Maas & Westra
- Guatteria flexilis R.E.Fr.
- Guatteria foliosa Benth.
- Guatteria fractiflexa Maas & Westra
- Guatteria friesiana (W.A.Rodrigues) Erkens & Maas
- Guatteria galeottiana Baill.
- Guatteria gamosepala R.E.Fr.
- Guatteria geminiflora R.E.Fr.
- Guatteria gentryi Maas & Erkens
- Guatteria glaberrima R.E.Fr.
- Guatteria glauca Ruiz & Pav.
- Guatteria goudotiana Triana & Planch.
- Guatteria gracilipes R.E.Fr.
- Guatteria grandiflora Donn.Sm.
- Guatteria grandipes Maas & Westra
- Guatteria guentheri Diels
- Guatteria guentheriana Diels
- Guatteria guianensis (Aubl.) R.E.Fr.
- Guatteria heterotricha R.E.Fr.
- Guatteria hirsuta Ruiz & Pav.
- Guatteria hispida (R.E.Fr.) Erkens & Maas
- Guatteria hyposericea Diels
- Guatteria insculpta R.E.Fr.
- Guatteria insignis R.E.Fr.
- Guatteria intermedia Scharf
- Guatteria inundata Mart.
- Guatteria jamundensis R.E.Fr.
- Guatteria japurensis Maas & Westra
- Guatteria jefensis Barringer
- Guatteria juninensis R.E.Fr.
- Guatteria jurgensenii Hemsl.
- Guatteria juruensis Diels
- Guatteria klugii R.E.Fr.
- Guatteria krukoffii R.E.Fr.
- Guatteria lanceolata R.E.Fr.
- Guatteria lasiocalyx R.E.Fr.
- Guatteria latifolia (Mart.) R.E.Fr.
- Guatteria latipetala R.E.Fr.
- Guatteria latisepala R.E.Fr.
- Guatteria laurina Triana & Planch.
- Guatteria lawrancei R.E.Fr.
- Guatteria lehmannii R.E.Fr.
- Guatteria leiocarpa R.E.Fr.
- Guatteria leucotricha Scharf & Maas
- Guatteria liesneri D.M.Johnson & N.A.Murray
- Guatteria longicuspis R.E.Fr.
- Guatteria longidecurrens R.E.Fr.
- Guatteria longipes Triana & Planch.
- Guatteria longipetiolata R.E.Fr.
- Guatteria longistipitata R.E.Fr.
- Guatteria lucens Standl.
- Guatteria lucida C.Presl
- Guatteria macrocalyx R.E.Fr.
- Guatteria macropetala R.E.Fr.
- Guatteria macropus Mart.
- Guatteria maguirei R.E.Fr.
- Guatteria maypurensis Kunth
- Guatteria megalophylla Diels
- Guatteria melinii R.E.Fr.
- Guatteria meliodora R.E.Fr.
- Guatteria metensis R.E.Fr.
- Guatteria mexiae R.E.Fr.
- Guatteria micans R.E.Fr.
- Guatteria microcarpa Ruiz & Pav. ex G.Don
- Guatteria microsperma R.E.Fr.
- Guatteria minutiflora Scharf & Maas
- Guatteria modesta Diels
- Guatteria monticola R.E.Fr.
- Guatteria montis-trinitatis Scharf
- Guatteria moralesi (Maza) Urb.
- Guatteria myriocarpa R.E.Fr.
- Guatteria notabilis Mello-Silva & Pirani
- Guatteria novogranatensis R.E.Fr.
- Guatteria oblanceolata R.E.Fr.
- Guatteria obliqua R.E.Fr.
- Guatteria oblonga R.E.Fr.
- Guatteria oblongifolia Rusby
- Guatteria obovata R.E.Fr.
- Guatteria occidentalis R.E.Fr.
- Guatteria odorata R.E.Fr.
- Guatteria oligocarpa Mart.
- Guatteria olivacea R.E.Fr.
- Guatteria oliviformis Donn.Sm.
- Guatteria ouregou (Aubl.) Dunal
- Guatteria ovalifolia R.E.Fr.
- Guatteria pacifica R.E.Fr.
- Guatteria pakaraimae Scharf & Maas
- Guatteria paludosa R.E.Fr.
- Guatteria panamensis (R.E.Fr.) R.E.Fr.
- Guatteria pannosa Scharf & Maas
- Guatteria paraensis R.E.Fr.
- Guatteria partangensis Scharf & Maas
- Guatteria parviflora R.E.Fr.
- Guatteria pastazae R.E.Fr.
- Guatteria pavonii G.Don
- Guatteria peckoltiana R.E.Fr.
- Guatteria peruviana R.E.Fr.
- Guatteria petiolata R.E.Fr.
- Guatteria phanerocampta Diels
- Guatteria pilosula Planch. & Linden ex Triana & Planch.
- Guatteria pittieri R.E.Fr.
- Guatteria platyphylla Triana & Planch.
- Guatteria pleiocarpa Diels
- Guatteria poeppigiana Mart.
- Guatteria pogonopus Mart.
- Guatteria pohliana Schltdl.
- Guatteria polyantha R.E.Fr.
- Guatteria procera R.E.Fr.
- Guatteria pteropus Benth.
- Guatteria pubens (Mart.) R.E.Fr.
- Guatteria pudica N.Zamora & Maas
- Guatteria punctata (Aubl.) R.A.Howard
- Guatteria puncticulata R.E.Fr.
- Guatteria quinduensis Triana & Planch.
- Guatteria ramiflora (D.R.Simpson) Erkens & Maas
- Guatteria recurvisepala R.E.Fr.
- Guatteria reinaldii Erkens & Maas
- Guatteria rhamnoides R.E.Fr.
- Guatteria richardii R.E.Fr.
- Guatteria rigida R.E.Fr.
- Guatteria rigidipes R.E.Fr.
- Guatteria riparia R.E.Fr.
- Guatteria rostrata Erkens & Maas
- Guatteria rotundata Maas & Setten
- Guatteria rubrinervis R.E.Fr.
- Guatteria rufotomentosa R.E.Fr.
- Guatteria rupestris Mello-Silva & Pirani
- Guatteria sabuletorum R.E.Fr.
- Guatteria saffordiana Pittier
- Guatteria sagotiana R.E.Fr.
- Guatteria scalarinervia D.R.Simpson
- Guatteria scandens Ducke
- Guatteria schomburgkiana Mart.
- Guatteria schunkevigoi D.R.Simpson
- Guatteria scytophylla Diels
- Guatteria sellowiana Schltdl.
- Guatteria sessilicarpa Maas & Setten
- Guatteria slateri Standl.
- Guatteria sodiroi Diels
- Guatteria speciosa R.E.Fr.
- Guatteria spectabilis Diels
- Guatteria sphaerantha R.E.Fr.
- Guatteria stenocarpa Lobão, Maas & Mello-Silva
- Guatteria stenopetala R.E.Fr.
- Guatteria stipitata R.E.Fr.
- Guatteria subsessilis Mart.
- Guatteria sylvicola S.Moore
- Guatteria talamancana N.Zamora & Maas
- Guatteria tenera R.E.Fr.
- Guatteria terminalis R.E.Fr.
- Guatteria tessmannii R.E.Fr.
- Guatteria tomentosa Rusby
- Guatteria tonduzii Diels
- Guatteria trichocarpa Erkens & Maas
- Guatteria trichoclonia Diels
- Guatteria trichostemon R.E.Fr.
- Guatteria ucayalina Huber
- Guatteria umbonata R.E.Fr.
- Guatteria venezuelana R.E.Fr.
- Guatteria venosa Erkens & Maas
- Guatteria verrucosa R.E.Fr.
- Guatteria verruculosa R.E.Fr.
- Guatteria villosissima A.St.-Hil.
- Guatteria viridiflora G.Don
- Guatteria wachenheimii Benoist
- Guatteria wessels-boeri Jans.-Jac.
- Guatteria williamsii R.E.Fr.
- Guatteria wokomungensis Scharf & Maas
- Guatteria xylopioides R.E.Fr.
- Guatteria zamorae Erkens & Maas